# ميشلين خليفة
ميشلين خليفة (1963) مغنية لبنانية.

## حياتها
هي من عائلة فنية والدتها الفنانة إلهام سليم (ألين جحا بيلوني) وأخواتها الفنانة مها الريم ومي بيلوني وخالها الشاعر ميشال جحا

### حياتها الأسرية
متزوجة من أنطوان خليفة ولديها ولدان الياس وجوي 

## مشوارها الفني
بدأت الغناء في سن صغيرة، انطلاقتها الفعلية كانت في العام 1990 لقبها الكاتب الأديب جورج إبراهيم الخوري بأسطورية الصوت
ومن أبرز أغانيها، متأسفين، الينابيع، وشكرا حبيبي، فات الأوان، وأنا والقمر والنجوم، وما كنش حب، ويا أنا يا الأيام، ومستحيل"، وقدمت ديو غنائي مميز مع المطرب والملحن التونسي لطفي بوشناق بعنوان "العين اللي ماتشوفكشي".
بعد فقدان أموالها لم تعد قادرة على الإنتاج لذاتها وغابت سنوات وعادت عام 2010 بأغنية خليجية وهي من كلمات الشيخة سارة الهاجري وتلحين الموسيقار خالد البكري. وتم تصويرها بطريقة الفيديو كليب مع الفنان جاد شويري والشيخة سارة الهاجري هي من تولت الإنتاج 

### قضية سجنها
في العام 1994 سرقت شيكات مصرفية منها كانت لدفع أجور إحدى الحفلات التي أقامتها وسربت لأشخاص قاموا بإبتزازها أوقفت في الخامس من مايو 2001 بعدما تم استجوابها في قضية الشيكات، وأخلي سبيلها بعدها بموجب كفالة مالية في أثر انهيار نفسي وصحي أصابها استدعى نقلها من سجن بربر الخازن إلى المستشفى وفي أغسطس عام 2001 إحالتها قاضية التحقيق في بيروت إلى القاضي المنفرد الجزائي لمحاكمتها بجرم اعطائها صكا مصرفياً من دون رصيد للمدعي أنطوان جعجع بقيمة 21800 دولار أمريكي أصدرت القاضية بموجبه أمرا بإنزال عقوبة السجن لمدة ثلاث سنوات بحقها سنداً كما طلبت تضمينها الرسوم والنفقات القانونية العائدة لهذه القضية

## ألبومات
| العام | الألبوم            | المنتج    |
| ----- | ------------------ | --------- |
| 1991  | سلام في أرض الحلم  | صوت بيروت |
| 1994  | فات الأوان         | ريلاكس إن |
| 1994  | أنا والقمر والنجوم | ريلاكس إن |
| 1997  | مستحيل             | دي جي     |
| 2003  | ما كنش حب          | روتانا    |
| 2005  | يا أنا يا الأيام   | روتانا    |

## أغاني مصورة
| الأغنية                  | المخرج          | المنتج       | العام |
| ------------------------ | --------------- | ------------ | ----- |
| مستحيل                   | عادل مكين       | ريلاكس إن    | 1994  |
| من أولها خصام            | عادل مكين       | ريلاكس إن    | 1994  |
| سأقول وداعا              |                 | ريلاكس إن    | 2000  |
| فوق                      | وليد ناصيف      | روتانا       | 2003  |
| يا أنا يا الأيام         | جورج كولجا      | روتانا       | 2005  |
| أخدوك مني                | رندة علم        | روتانا       | 2006  |
| ياما بكيت النسخة الأولى  | جاد شويري       | سارة الهاجري | 2010  |
| ياما بكيت النسخة الثانية | أماندا أبو عابد | سارة الهاجري | 2012  |

## وصلات خارجية
- ميشلين خليفة على موقع ديسكوغز (الإنجليزية)